# Pontos (region)
 For alternative betydninger, se Pontos. (Se også artikler, som begynder med Pontos)
Pontos (græsk: Πόντος, overs. 'sea') er en region på den sydlige kyst af Sortehavet, beliggende i den moderne østlige Sortehavsregion i Tyrkiet (nordlige Anatolien). Navnet blev taget i brug af grækerne, der koloniserede området i den arkaiske periode. Det er afledt af det græske navn for Sortehavet: Εύξεινος Πόντος (Eúxinos Póntos), der betyder det "gæstfrit hav",  eller blot Pontos (ὁ Πόντος).
Området øst for floden Halys havde oprindeligt intet specifikt navn. Man refererede til det som landet 'Ἐν Πόντῳ' (En Póntō), som bogstavelig talt betyder "på [Euxinos] Pontos", og heraf opstod navnet Pontos. Dette navn findes første gang hos Xenophon i hans Anabasis (ca. 370 BC). Områdets udstrækning varierede gennem tiden, men strakte sig generelt set fra grænsen til Kolchis (det moderne vestlige Georgien) og til langt ind i Paphlagonien mod vest – med varierende mængder af bagland. Flere stater og provinser med navnet Pontos, eller varianter heraf, blev etableret i området i den hellenistiske, romerske og byzantinske periode, heriblandt det Pontiske Kongerige og afslutningsvis kulminerende i det senbyzantinske Kejserrige Trebizond. I den oldgræske mytologi og historieskrivning (f.eks. hos Herodot og Strabon) anses Pontos nogle gange for at være amazonernes oprindelige hjemland.